# 相原公園
相原公園 （あいばらこうえん）は、岡山県井原市大江町の相原池の池畔にある都市公園（風致公園）で、桜の名所である。

## 概要
井原市大江町にある農業用ため池「相原池」の南側にある公園。公園一帯にソメイヨシノが植えられており、春になると花見客で賑わう。市内の他の桜の名所より開花が遅い。また近くには、観光名所の「嫁いらず観音院」や都市公園の「井原リフレッシュ公園」といった見どころもあり、それらとともに一つの散策ゾーンを成している。
広島県道・岡山県道102号下御領井原線を挟み、斜め向かい側には「井原リフレッシュ公園」があるため、その公園の一部、あるいは同一公園と誤解している人もいるが、二つの公園は趣旨や設置時期が全く異なり、別施設である。

## 歴史
自然と四季に応じた名所づくりを目指し、相原公園を風致公園に指定。樹木に恵まれたこの地を井原市全体の風致拠出とすべく、既に桜の名所となっていた相原公園を市内初の風致公園として井原市が1981年（昭和56年）度から1984年（昭和59年）度にかけて拡大整備。嫁いらず観音院から相原池へと流れる山王川の両側に自然との調和を図った風致公園を整備し、完成当時は井原市最大の公園（7.1ヘクタール）であった。  

### 沿革
- 1981年（昭和56年）： 井原市初の風致公園として拡大整備が行われる。
- 1987年（昭和62年）2月： 憩いの広場（約500平方メートル、工事費926万円）が完成。 [4]

## アクセス
自動車
最寄ICは、山陽自動車道 笠岡ICまたは福山東IC。
広島県道・岡山県道102号下御領井原線沿い。
交通機関
最寄駅は、井原鉄道井原線 井原駅または子守唄の里高屋駅
最寄駅より井原あいあいバス（市内循環バス）またはタクシーを利用。

## イベント
- 井原桜まつり（開催日 毎年3月下旬 ～ 4月上旬）

## 井原市内のその他の桜の名所
- 井原堤 （井原市井原町・井原市北山町 ～ 井原市七日市町、小田川堤防）
- 芳井堤 （井原市芳井町、小田川左岸与井堤防）